# دیزل (شرکت)
دیزل اس.پی.ای (به ایتالیایی: Diesel S.p.A) یک شرکت طراحی ایتالیایی است که بیشتر برای کالاهای لوکس، و پوشاک آماده برای پوشیدن برای بازار جوانان شناخته شده‌است.
این شرکت متعلق به مؤسس آن رنزو روسو است، و در محل ساختمان سابق لاوردا، در برگانتسه، شمال ایتالیا واقع شده‌است. در سال‌های ۱۹۸۵ و ۱۹۸۹ نقاط عطف این برند شکل گرفت. ابتدا با استخدام استاد سابق کالج مد و فشن نیویورک به نام Wilbert Das دست به اقدام قابل توجه زد. وی در سال ۱۹۹۱ با انجام استراتژی‌های بازاریابی جهانی خود و بعد از افتتاح فروشگاه در نیویورک به رسانه‌ها گفت: بازاریابی از آمریکایی‌ها، نظم و ساختار را از آلمانی‌ها و هنر را از ایتالیایی‌ها آموخته است!
در سال ۲۰۰۷ لباس شنا برای مردان و زنان را تولید و عرضه نمود. این شرکت بیش از ۶۰۰۰ کارمند و ۱۸ زیر مجموعه دارد. درآمد سالانه این برند از ۲/۱ میلیارد یورو در سال ۲۰۰۵ به ۳/۱ میلیارد یورو در سال ۲۰۰۹ رسید. این برند مد و فشن دارای بیش از ۵۰۰۰ فروشگاه در سراسر جهان در ۸۰ کشور دنیا حضور دارد.
دیزل همچنین از سال ۲۰۰۷ به ارائه محصولاتی چون کفش، لباس زیر و کیف پرداخته است. همچنین در این سال با برند لورئال به تولید عطر نیز پرداخته است.
ویلبرت داس در سال ۲۰۰۹ به علت اختلاف در مورد مسیر آینده این برند با مدیر شرکت Renzo Rosso این شرکت را برای همیشه ترک کرد. این برند با اسپانسرینگ در فعالیت‌هایی چون مبارزه با ایدز، برگزاری فستیوال فیلم و همچنین به راه انداختن مسابقات مختلف برای جوانان سعی در توسعه برند خود کرده‌است. همچنین این برند با همکاری شرکت سرگرمی سونی به ساخت بازی برای پلی استیشن و ارائه محصولات خود در قالب تن قهرمانان آن بازی‌ها کرد.
نکته جالب در مورد رنزو این است که وی در سال ۱۹۹۶ به علت نداشتن کالا به اندازه کافی برای فروش در فروشگاه ۱۵۰۰۰ فوت مربعی خود باایجاد بار و آوردن دی جی، مغازه را صبح ساعت ۶ باز می‌کرد و در آن مهمانی برگزار می‌نمود! همچنین رنزو روسو با دارایی خالص ۳ میلیارد دلار در فهرست میلیاردرهای دنیا قرار دارد.

## فروشگاه یاب
| کشور | تعداد فروشگاه‌ها |
| --- | --------------- |
| ژاپن | ۷۵              |
| ایتالیا | ۶۷              |
| ایالات متحده | ۵۰              |
| بریتانیا | ۳۷              |
| چین | ۳۱              |
| فرانسه | ۲۹              |
| کره جنوبی | ۲۲              |
| اسپانیا | ۲۱              |
| کلمبیا | ۱۷              |
| امارات متحده عربی                                                                                               | ۱۴              |
| آلمان | ۱۳              |
| ترکیه | ۱۲              |
| یونان | ۹               |
| مکزیک - هلند - عربستان سعودی - سوئیس - تایوان                                                                   | ۸               |
| هنگ کنگ - هند - آفریقای جنوبی - ونزوئلا                                                                         | ۸               |
| استرالیا - فیلیپین - پرتغال                                                                                     | ۶               |
| بلژیک - برزیل - دانمارک                                                                                         | ۵               |
| اتریش - کانادا - کرواسی - پاناما - سوئد - تایلند                                                                | ۴               |
| شیلی - اسرائیل - مالت - لهستان - سنگاپور                                                                        | ۳               |
| آرژانتین - بحرین - جمهوری دومینیکا - اکوادور - ایران - کویت - ماکائو - Mauricius - مراکش - نروژ - روسیه - صربیه | ۲               |
| Aruba - جمهوری آذربایجان - کاستاریکا - جمهوری چک - فنلاند - گواتمالا - لبنان - مصر-پاراگوئه - قطر - رومانی      | ۱               |

هند - ۳ (بمبئی-چنای-دهلی/ گورگائون)